# Дрибель
Дрибель — річка в Іванківському районі Київської області, права притока Кропивні (басейн Дніпра).

## Опис
Довжина річки приблизно 12  км. Формується з декількох безіменних струмків та 2 водойм.

## Розташування
Бере початок між селами Нова Гута та Захарівка. Тече переважно у східному напрямку і на південній околиці села Старовичі впадає у річку Кропивну, праву притоку Жереви.